# Família Strozzi

Blasó de la família Strozzi

Els Strozzi foren un llinatge florentí que originàriament va pertànyer als popolani i que a partir del segle xiii desenvolupà un important paper en la història de Florència. Els Strozzi donaren gran nombre d'alts càrrecs a la República de Florència.
A aquest llinatge va pertànyer (segle XV) Pallas Strozzi. El seu fill Filipo Strozzi "el Vell", (1428-14 de maig de 1491, adquirí en la Baixa Itàlia una gran fortuna amb bons negocis bancaris, i per mediació del rei de Nàpols aconseguí el permis per tornar a Florència, on el 1489 començà la construcció del palau Strozzi.
El seu fill Giovanni Battista anomenat també "el Jove" (1488- 18 de desembre de 1538 continuà amb èxit i fortuna els negocis de banca del seu pare i el 1508 va contraure matrimoni amb Clara Mèdici (1493-1528 la qual era neta de Llorenç el Magnífic. Més tard va tindre un conflicte amb els Mèdici, i tan aviat com Alexandre de Mèdici fou nomenat duc 1532 abandonà Florència, i en ser assassinat aquest (1537) intentava reconstituir la Constitució republicana; però fet presoner a Montemurlo fou dut a la presó de Florència, on se suïcidà. Dels deu fills que va tenir amb Clara Mèdici tres; Piero, Llorenç i Roberto entraren al servei del Regne de França i volgueren continuar la lluita contra l'emperador i els Mèdici, però sense cap resultat.
Piero Strozzi morí el 1558 sent mariscal de França i el seu fill Filippo di Piero Strozzi morí el 1582 a la batalla de l'Illa Terceira. Lleó, fill de Roberto, fou almirall de l'esquadra francesa. Amb aquest últim s'extingí la línia de Filippo el Jove. En la persona d'un dels descendents de Filippo el Vell (Llorenç Strozzi es continuà la línia d'aquest, havent aconseguit el tal Llorenç el 1644, el títol napolità de duc de Bagnolo i, el 1722, el títol romà de príncep de Forano.
A finals del segle xix el cap de la família Strozzi era Pero Strozzi-Majorca Renzi príncep de Forano (nascut 20 de setembre de 1855) i, des de 1896 membre del Senat italià.